# Разун Антерзелва
Разун Антерзелва (итал. Rasun Anterselva) је насеље у Италији у округу Болцано, региону Трентино-Јужни Тирол.
Према процени из 2011. у насељу је живело 2700 становника. Насеље се налази на надморској висини од 1019 м.

## Становништво
Према резултатима пописа становништва 2011. у општини је живело 2.869 становника.
| 1931. | 1936. | 1951. | 1961. | 1971. | 1981. | 1991. | 2001. | 2011. |
| ----- | ----- | ----- | ----- | ----- | ----- | ----- | ----- | ----- |
| 1.820 | 1.970 | 2.029 | 2.192 | 2.388 | 2.434 | 2.506 | 2.700 | 2.869 |